# Sedativi
Sedativi (prema srednjovj. lat. sedativus: koji umiruje; sedantia) su sredstva za smirenje koja smanjuju aktivnost središnjeg živčanog sustava, što rezultira opuštanjem i pospanošću.
Povisuju prag podražljivosti i umiruju nadraženi središnji živčani sustav, posebno koru velikoga mozga. 
Uzimaju se tijekom dana za smanjivanje nevoljkosti i uznemirenosti. Dugotrajnom uporabom može se razviti psihička i tjelesna ovisnost, a predoziranje može dovesti do smrti. Sedativni učinak postiže se i malim dozama hipnotika.